# Abdul Rahman bin Su’ud Al Su’ud
Abdul Rahman bin Su’ud Al Su’ud, arab. ‏عبد الرحمن بن سعود آل سعود‎ (ur. 19 listopada 1946 w Rijadzie, zm. 29 lipca 2004 tamże) – książę Arabii Saudyjskiej, prezydent klubu piłkarskiego Al-Nassr.
Był synem króla Su’ud ibn Abd al-Aziz Al Su’uda oraz Jawhary bint Turki bin Ahmed Al Sudairi, która zmarła, gdy miał piętnaście lat.
Książę Abdul Rahman i jego brat, książę Mishaal, byli pierwszymi synami króla Su’uda, którzy zadeklarowali wierność królowi Fajsalowi, następcy Su'uda, po jego abdykacji w 1964 roku. Jego wierność królowi Fajsalowi została ogłoszona 25 listopada 1964. Następnie zaczął pełnić funkcję dyrektora generalnego budżetu i finansów w Ministerstwie Finansów.
W 1959 Abdul Rahman bin Su’ud Al Su’ud określił się jako kibic klubu Al-Nassr, a parę miesięcy później został jego prezydentem. Funkcję tę piastował w latach 1960–1997 (z dwiema rocznymi przerwami w 1969 i 1976) oraz w latach 2000-2004.

## Życie osobiste
Książę Abdul Rahman bin Su’ud Al Su’ud wziął dwa razy ślub, miał pięciu synów i trzy córki.
Zmarł 29 lipca 2004 na zawał serca w wieku 58 lat. Modlitwy pogrzebowe odbyły się 30 lipca 2004 w meczecie Imama Turki bin Abdullaha w Rijadzie.